# Courtyard Theatre
Courtyard Theatre var en teater i Stratford-upon-Avon, Storbritannien, som under åren 2006–2016 ersatte teatern The other place på samma plats. 

## Historia
Teatern ritades av arkitektkontoret Ian Ritchie Architects och byggdes på elva månader. Courtyard Theatre öppnade i augusti 2006 för att användas till teateruppsättningar av  Royal Shakespeare Company (RSC), medan  Royal Shakespeare Theatre och Swan Theatre höll stängt för ombyggnation 2007–2010. Teatern är byggd på samma plats som The Open Place, en annan av teatrarna som Royal Shakespeare Company spelar på.
Courtyard Theatre är kanske framför allt känd som den scen där premiären och originaluppsättningen av musikalen Matilda spelades under 2010. 